# Joyeuse retraite !
Série
Joyeuse retraite 2
(2022)
Pour plus de détails, voir Fiche technique et Distribution.
Joyeuse retraite ! est une comédie française réalisée par Fabrice Bracq et sortie en 2019. Il s'agit d'une adaptation du roman Poivre et Sel de Guillaume Clicquot publié en 2018. Le film a connu une suite Joyeuse retraite 2 sorti en 2022.

## Synopsis
Philippe et son épouse Marilou vont enfin partir à la retraite. Ils ont pour projet de partir au Portugal pour passer leur fin de vie au soleil. Mais leurs proches ont de tout autres projets pour eux. Sur le conseil de leurs amis, Philippe et Marilou vont donc tout faire pour dissuader leurs enfants d'avoir recours à eux pour garder leurs petits-enfants.

## Fiche technique
- Réalisation : Fabrice Bracq
- Scénario : Guillaume Clicquot de Mentque, d'après son roman Poivre et Sel
  - Dialogues : Guillaume Clicquot de Mentque et Fabrice Bracq
- Musique : Adrien Bekerman
- Direction de la photographie : Philippe Brelot
- Montage : Fabrice Bracq
- Décors : Arnaud Putman
- Costumes : Laure Villemer
- Production déléguée : Manuel Munz
- Sociétés de production : Les films Manuel Munz et SND ; coproduction : M6 Films
- Société de distribution : SND (France et international)
- Pays de production :  France
- Langue originale : français
- Format : couleur
- Genre : comédie
- Durée : 97 minutes
- Date de sortie :
  - France : 20 novembre 2019

## Distribution
Sauf indication contraire, les informations mentionnées dans cette section peuvent être confirmées par la base de données cinématographiques IMDb,  présente dans la section « Liens externes ».
- Thierry Lhermitte : Philippe Blanchot
- Michèle Laroque : Marilou Blanchot
- Nicole Ferroni : Cécile Pujol, la fille de Philippe et Marilou
- Omar Mebrouk : Arnaud Pujol, le compagnon de Cécile, dépanneur informatique
- Sasha Atkas : Félix, le fils de Cécile et Arnaud
- Manon Barroy : Juliette, la fille de Cécile et Arnaud
- Alain Doutey : Franck Alliot, l'ami retraité de Philippe et Marilou
- Arièle Semenoff : Odile Alliot, l'amie retraitée de Philippe et Marilou
- Gérémy Crédeville : Martin Blanchot, le fils de Philippe et Marilou
- Judith Magre : Line, dite Mamiline, la mère de Philippe
- Constance Labbé : Léa dite « la Quiche », la compagne du fils de Philippe, décoratrice d’intérieur
- Nicolas Martinez : Olivier, l’agent immobilier
- Bernard Yerlès : Daniel Lecaire, l'amant de Cécile
- Loup-Denis Elion : Denis, l’animateur de la maison de retraite
- Philippe du Janerand : Jean-Louis, le thanatopracteur
- Jalal Altawil : Souleymane, le chef cuisinier de la maison de retraite
- Benoît Gourley : le médecin du SAMU
- Michel Cymes : Dr Gavotte
- Andrée Damant : la bénévole des Restos du cœur
- Marie-Christine Adam : Mme Conellas, la patiente de Marilou
- Amélie Etasse : Mme Lerny, la directrice de l'école élémentaire
- Nicole Gueden : Mme Vauthier, une cliente d'Arnaud
- Marco Horanieh : Luigi, le joueur de foot italien interviewé par Martin
- Renaud Roussel : l’acquéreur potentiel de la maison de Philippe et Marilou
- Annie Robert : une grand-mère de la maison de retraite

## Accueil

### Box-office
| Pays ou région | Box-office        | Date d'arrêt du box-office | Nombre de semaines |
| -------------- | ----------------- | -------------------------- | ------------------ |
| France         | 1 259 687 entrées |                            | 6                  |
| Total mondial  | 9 848 156 $       | -                          | -                  |